# CF Torreón

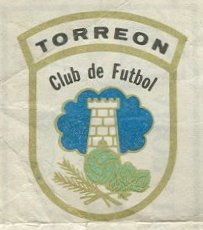

Der Club de Fútbol Torreón war ein mexikanischer Fußballverein aus der Stadt Torreón im Bundesstaat Coahuila. Der Verein wurde 1959 als Club Campesino Cataluña gegründet und 1963 in CF Torreón (Turm) umbenannt. Als Wappen wurde der Turm gewählt, der der Stadt einst ihren Namen gab und der sowohl zur Beobachtung der Wassermenge des nahen Flusses Nazas als auch zum Schutz vor den zu jener Zeit noch üblichen Angriffen der Ureinwohner errichtet worden war.
Ein Jahr nach seinem damaligen Stadtrivalen CF Laguna gelang im Sommer 1969 unter dem peruanischen Trainer Grimaldo González auch dem CF Torreón der Aufstieg in die Primera División, die höchste Spielklasse des mexikanischen Vereinsfußballs. In den fünf gemeinsamen Erstligajahren bewegten sich beide Mannschaften aus Torreón regelmäßig in der unteren Tabellenregion. Dabei gelang dem CF Torreón immerhin dreimal eine bessere Platzierung, so dass er dem CF Laguna nur zweimal einen höheren Tabellenplatz überlassen musste. Der CF Torreón beendete alle Spielzeiten zwischen Rang 13 und 16. Seinen größten sportlichen Erfolg feierte der Verein daher mit dem Einzug ins Pokalfinale 1970, das gegen Chivas Guadalajara verloren ging. 
Wegen ihrer komplett weißen Spielbekleidung wurde die Mannschaft des CF Torreón in ihrer Anfangszeit Palomas (Tauben) und später Diablos Blancos (weiße Teufel) genannt. Im Sommer 1974 wurde der CF Torreón aufgelöst und seine Erstligalizenz an die Leones Negros de la UdeG verkauft.